# داوني (نيويورك)
داوني (بالإنجليزية: Duane, New York)‏ هي بلدة أمريكية تقع في الولايات المتحدة في مقاطعة فرانكلن، نيويورك. يقدر عدد سكانها بـ 174 نسمة ومساحتها 202.0 كم2 وترتفع عن سطح البحر 451 متر.

## المناخ
يظهر الجدول التالي التغييرات المناخية على مدار السنة لداوني:
| البيانات المناخية لـداوني         | البيانات المناخية لـداوني | البيانات المناخية لـداوني | البيانات المناخية لـداوني | البيانات المناخية لـداوني | البيانات المناخية لـداوني | البيانات المناخية لـداوني | البيانات المناخية لـداوني | البيانات المناخية لـداوني | البيانات المناخية لـداوني | البيانات المناخية لـداوني | البيانات المناخية لـداوني | البيانات المناخية لـداوني | البيانات المناخية لـداوني |
| الشهر                             | يناير                     | فبراير                    | مارس                      | أبريل                     | مايو                      | يونيو                     | يوليو                     | أغسطس                     | سبتمبر                    | أكتوبر                    | نوفمبر                    | ديسمبر                    | المعدل السنوي             |
| --------------------------------- | ------------------------- | ------------------------- | ------------------------- | ------------------------- | ------------------------- | ------------------------- | ------------------------- | ------------------------- | ------------------------- | ------------------------- | ------------------------- | ------------------------- | ------------------------- |
| متوسط درجة الحرارة الكبرى °م (°ف) | −2 (28)                   | −1 (30)                   | 3 (37)                    | 11 (51)                   | 19 (66)                   | 24 (75)                   | 26 (78)                   | 24 (75)                   | 20 (68)                   | 14 (57)                   | 6 (42)                    | −1 (30)                   | 11 (51)                   |
| متوسط درجة الحرارة الصغرى °م (°ف) | −14 (6)                   | −14 (6)                   | −7 (19)                   | 0 (32)                    | 5 (41)                    | 10 (50)                   | 12 (53)                   | 11 (51)                   | 7 (44)                    | 2 (35)                    | −2 (28)                   | −11 (12)                  | 0 (32)                    |
| الهطول مم (إنش)                   | 66 (2.6)                  | 61 (2.4)                  | 71 (2.8)                  | 81 (3.2)                  | 91 (3.6)                  | 97 (3.8)                  | 100 (4.1)                 | 110 (4.3)                 | 97 (3.8)                  | 91 (3.6)                  | 91 (3.6)                  | 81 (3.2)                  | 1٬070 (42.1)              |
| المصدر: Weatherbase               |                           |                           |                           |                           |                           |                           |                           |                           |                           |                           |                           |                           |                           |